# Cynopotamus venezuelae
Cynopotamus venezuelae är en fiskart som först beskrevs av Schultz, 1944.  Cynopotamus venezuelae ingår i släktet Cynopotamus och familjen Characidae. Inga underarter finns listade i Catalogue of Life.